# Jan Peszek

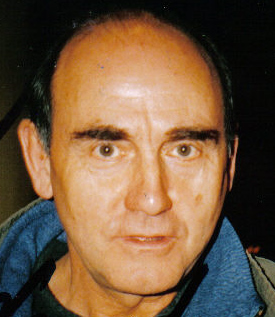
Jan Peszek

Jan Peszek (* 13. Februar 1944 in Szreńsk) ist ein polnischer Schauspieler und Theaterregisseur.

## Leben
Peszek studierte Schauspiel an der Staatlichen Theaterhochschule in Krakau und schloss das Studium 1966 ab. Sein erstes Engagement erhielt er im gleichen Jahr am Teatr Polski in Breslau. Von 1982 bis 1992 war er den Krakauer Bühnen Teatr Slowacki und Teatr Stary verbunden. Seit 1997 gehört er zum Ensemble des Warschauer Nationaltheaters und spielt als Gast am Teatr Rozmaitości. Er arbeitete in Polen mit allen großen Theaterregisseuren zusammen von Kazimierz Dejmek bis zu Grzegorz Jarzyna. Sein Filmdebüt gab er 1969, regelmäßig ist er jedoch erst seit den 1980er Jahren in Kino- oder Fernsehproduktionen zu sehen. Seine Tochter Maria Peszek ist Schauspielerin und Sängerin.

## Filmographie (Auswahl)
- 1981: Był Jazz, Regie: Feliks Falk
- 1987: Prywatne sledztwo, Regie: Wojciech Wójcik
- 1987: Das Bermuda-Dreieck (Trójkąt Bermudzki), Regie: Wojciech Wójcik
- 1990: Korczak, Regie: Andrzej Wajda
- 1991: Zakład, Regie: Teresa Kotlarczyk
- 1991: Leben für Leben – Maximilian Kolbe (Życie za życie: Maksymilian Kolbe)
- 1991: Flucht aus dem Kino "Freiheit" (Ucieczka z kina WOLNOŚĆ), Regie: Wojciech Marczewski
- 1992: Schuldlos schuldig (Coupable d’innocence), Regie: Marcin Ziebinski
- 1992: Ferdydurke, Regie: Jerzy Skolimowski
- 1995: Łagodna, Regie: Mariusz Treliński
- 1996: Die Verwandlungsmaschine (Maszyna Zmian) (Fernsehserie, Folge 12, Die Weihnachtsmänner)
- 1997: Die Nacht und der Tod (Nocne Graffiti), Regie: Maciej Dutkiewicz
- 1997: Dzień wielkiej ryby, Regie: Andrzej Barański
- 2002: Eukaliptus
- 2003: Ubu król, Regie: Piotr Szulkin (Peszek in der Titelrolle)
- 2004: Pręgi, Regie: Magdalena Piekorz
- 2024: Augen zu und durch, Bruder (Idź przodem, bracie, Fernsehserie)